# Malmbäck
Malmbäck est une localité de Suède située dans la commune de Nässjö du comté de Jönköping. Elle couvre une superficie de 1,46 km2. En 2010, elle compte 1 031 habitants.